# Day of Disaster
"Day of Disaster" is, volgens de originele uitzending, de zesde aflevering van Thunderbirds, de Supermarionation televisieserie van Gerry Anderson. De aflevering werd voor het eerst uitgezonden op ATV Midlands op 4 november 1965.
De aflevering was echter de 15e die geproduceerd werd. Derhalve wordt de aflevering tegenwoordig vaak als 15e aflevering in de serie uitgezonden.

## Verhaal
De Allington hangbrug krijgt het zwaar te verduren tijdens een storm. Dat komt slecht uit want de volgende dag moet er een zwaar transport overheen. De brug ligt namelijk op de route van een rakettransport. De raket genaamd Martian Space Probe, die binnenkort naar Mars zal worden gelanceerd, wordt momenteel naar de plek van lancering vervoerd. Het transport mag geen vertraging oplopen want als deze kans op lancering wordt gemist, zal het vier jaar duren voordat Mars weer op de juiste positie staat voor een tweede poging. Tijdens het transport maken twee monteurs, Frank en Bil, de raket van binnen vast gereed voor lancering.
De beheerder van de brug is van mening dat de storm geen gevolgen heeft, maar zijn assistent Dave Clayton is hier niet zo zeker van. Desondanks geeft de beheerder het sein dat het transport eroverheen kan.
Ondertussen is Brains bij Lady Penelope op bezoek. Hij is in Engeland omdat hij is uitgenodigd de lancering bij te wonen. Het rakettransport wordt live gevolgd op tv. Wanneer de raket over de brug wordt vervoerd lijkt Claytons angst gegrond. De brug komt onder veel meer druk te staan dan vooraf was gedacht. De kabels knappen en het wegdek stort in. De raket belandt in lanceerpositie op de bodem van de rivier, met Frank en Bil nog altijd aan boord. Door de schok start de automatische aftelling. Als de teller op nul staat zal de raket zichzelf lanceren.
Brains, Lady Penelope en Parker haasten zich naar de plek van de ramp in FAB 1. Ondertussen monteren duikers een radiokabel zodat met Frank en Bil gepraat kan worden. Op weg naar de brug wordt FAB 1 tegengehouden door een wegblokkade. Volgens een agent staan de wegen geheel vol vanwege de ramptoeristen die zijn komen kijken. Brains besluit te voet verder te gaan. Ondertussen zullen Parker en Penelope proberen het publiek af te leiden. Ze rijden naar een nabijgelegen industrieterrein waar een aantal verlaten gebouwen staan die binnenkort toch gesloopt zouden worden. Met de wapens van FAB 1 schiet Parker er een aantal kapot. De actie heeft effect aangezien de menigte die bij de brug stond nu gaat kijken wat er gaande is op het industrieterrein.
Brains arriveert bij de brug en dringt de controletoren binnen. Hij uit zijn onvrede over het feit dat de brugbeheerder drie drijvende hijskranen heeft laten komen om de raket boven te halen. Volgens hem zijn de hijskranen hopeloos ouderwets. Clayton is het met Brains eens en suggereert International Rescue op te roepen. De beheerder vindt dit belachelijk en gaat door met het oude plan.
Via de zender in zijn horloge roept Brains zelf International Rescue op, en vraagt om Thunderbirds 1, 2 en 4. Ondertussen proberen de hijskranen de raket boven water te krijgen. Maar het blijkt dat Brains gelijk had. De raket is te zwaar en een voor een kapseizen de hijskranen en zinken eveneens naar de bodem.
Net als de beheerder besluit toch maar International Rescue op te roepen arriveert Thunderbird 1 al ter plaatse. Thunderbird 2 volgt korte tijd later en laat Thunderbird 4 los in de rivier. Via zijn horloge coördineert Brains de missie. Clayton en de beheerder denken echter dat Brains gewoon tegen zijn horloge staat te kletsen en trekken de conclusie dat hij gek is.
Thunderbird 2 probeert via zijn grijphaken het puin rond de raket op te ruimen zodat Gordon met Thunderbird 4 bij de neuskegel kan, waar de monteurs in zitten. Dit duurt erg lang, dus schiet Gordon op het laatste kwartier voor de lancering volgens Brains' advies het puin weg met een paar raketten. Vervolgens gebruikt hij Thunderbird 4 als stormram om de neuskegel van de raket te stoten. De kegel drijft naar de oppervlakte alwaar Thunderbird 2 hem uit het water tilt. Op dat moment is de aftelling afgelopen en wordt de raket gelanceerd. Ver komt hij niet, want eenmaal uit het water ontploft de raket.
In de volgende scène ligt Brains bij R.G. Korda, een psychiater, die graag wil weten hoelang Brains al de neiging heeft om tegen horloges te praten. Brains wordt opgehaald door Lady Penelope, die doet alsof ze Brains' begeleider is. Net voor ze vertrekken ziet Korda tot zijn verbazing hoe Lady Penelope zelf tegen haar poederdoos praat (waar ook een zender in zit die ze gebruikt om Scot te melden dat Brains veilig is). Verbaasd vraagt hij zich af of hij zelf misschien naar een psychiater moet.
Dan zitten de vier helden met z'n allen bij Penelope thuis. Als Scott naar hun vader belt door middel van de zender in de theepot, drijft Brains de spot met hem. Hij eindigt met : "I know a man you want to see". Waarop vervolgens iedereen moet lachen.

## Rolverdeling

### Reguliere stemacteurs
- Jeff Tracy – Peter Dyneley
- Scott Tracy – Shane Rimmer
- Virgil Tracy – David Holliday
- Alan Tracy – Matt Zimmerman
- Gordon Tracy – David Graham
- John Tracy – Ray Barrett
- Brains – David Graham
- Tin-Tin Kyrano – Christine Finn
- Oma Tracy – Christine Finn
- Lady Penelope Creighton-Ward – Sylvia Anderson
- Aloysius "Nosey" Parker – David Graham

### Gastrollen
- Dave Clayton – David Graham
- Frank – David Graham
- Allingtonbrug beheerder – Ray Barrett
- Dr. Korda – Ray Barrett
- Bill Craddock – Matt Zimmerman
- NTBS verslaggever – Peter Dyneley
- 2e NTBS verslaggever- Matt Zimmerman

## Machines
Machines/voertuigen gebruikt in deze aflevering zijn:"
- Thunderbird 1
- Thunderbird 2
- Thunderbird 4
- Thunderbird 5
- FAB1
- Martian Space Probe Rocket

## Fouten
- Brains beweert dat de brugbeheerder International Rescue niet kan oproepen met zijn oude radiozender, terwijl in andere afleveringen meerdere malen werd vermeld dat Thunderbird 5 elke radiozender kan ontvangen.
- De binnenkant van de raket is veel kleiner dan de scène waar de raket over de brug wordt vervoerd doet vermoeden.

## Trivia
- De muziek die te horen is wanneer de raket over de brug wordt vervoerd heet "March of the Oysters", en was oorspronkelijk door Barry Gray gecomponeerd voor de Stingray aflevering "Secret of the Giant Oyster".
- Deze aflevering was oorspronkelijk gefilmd als aflevering van 25 minuten.